# Can Colomer (Badalona)
Can Colomer es una antigua masía del municipio español de Badalona (Barcelonés), concretamente en el barrio de Pomar de Dalt. Está ubicada sobre una antigua villa romana, a lo largo de su historia estuvo en manos de la familia Colomer, que le dio el nombre, y después pasó por varias manos, de las cuales destaca el barón de Terrades, Josep Maria Albert, que la convirtió en museo. Actualmente es una propiedad privada que sirve como vivienda. Tiene la consideración de monumento protegido como bien cultural de interés local

## Descripción
Es una masía que consta de tres cuerpos y de un jardín-bosque, con una superficie total de 1.962 metros cuadrados. Su edificio principal está formado por planta baja y dos pisos, el último es la buhardilla, y están cubiertas con tejados a dos vertientes con la cumbrera perpendicular a la fachada. En un lado tiene una torre, cubierta por tejado a cuatro vertientes. Su fachada es de estuco con una imitación de sillares, y sus ventanas están enmarcadas en piedra. Sus interiores son de carácter suntuoso. El edificio ha tenido varias ampliaciones a lo largo de su historia. Cuenta con una serie de edificios anexos que antiguamente eran de servicio, pero que actualmente sirven como aposentos habituales. Además, tiene una capilla adosada a ella.

## Historia
Está ubicada en un lugar donde antiguamente había una villa romana, de la cual hay restos en el subsuelo. El emplazamiento de esta villa fue aprovechado por la masía, la cual está en una antigua zona agrícola, el vecindario de Pomar, muy cerca otras masías y torres como es Cal Comte y Can Boscà. De hecho se sitúa en un lugar en el cual acostumbraban a instalarse las villas romanas, bien cerca de una riera y protegida de los vientos fríos junto al turó de l'Home. Su núcleo básico es originario del siglo XVI. Después la masía fue ampliada y reformada, se convirtió en una casa señorial propiedad del barón de Terrades, que la convirtió en un museo.
Había seguramente una casa antes en el lugar, puesto que en el siglo XV es conocido que Jaume Colomer era su propietario, apellido que se mantuvo al menos hasta el siglo XVIII, cuando en 1720 se documenta como señor del manso a un tal Joan Colomer, mercader oriundo de Barcelona. Después, parece que pasó por las manos de diferentes familias: los Pujol, los Senillosa hasta que pasó a manos del barón de Terrades, perteneciendo al linaje de los Albert. Este la amplió y reformó, convirtiéndola en una casa señorial donde instaló un museo, que estuvo en funcionamiento hasta su traslado a Barcelona en 1960. Lladó y Padrós apuntan en la ficha municipal de la masía, en 1980, que el antiguo manso iba a ser cedido al Ayuntamiento al aprobarse el Plan Parcial de Pomar. Sin embargo, en 2001 aún era privada y empleada como vivienda.